# Carolina Klüft

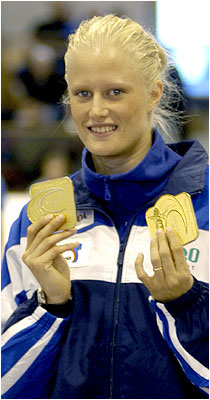
Carolina Klüft efter guldmedaljerna från 2007.

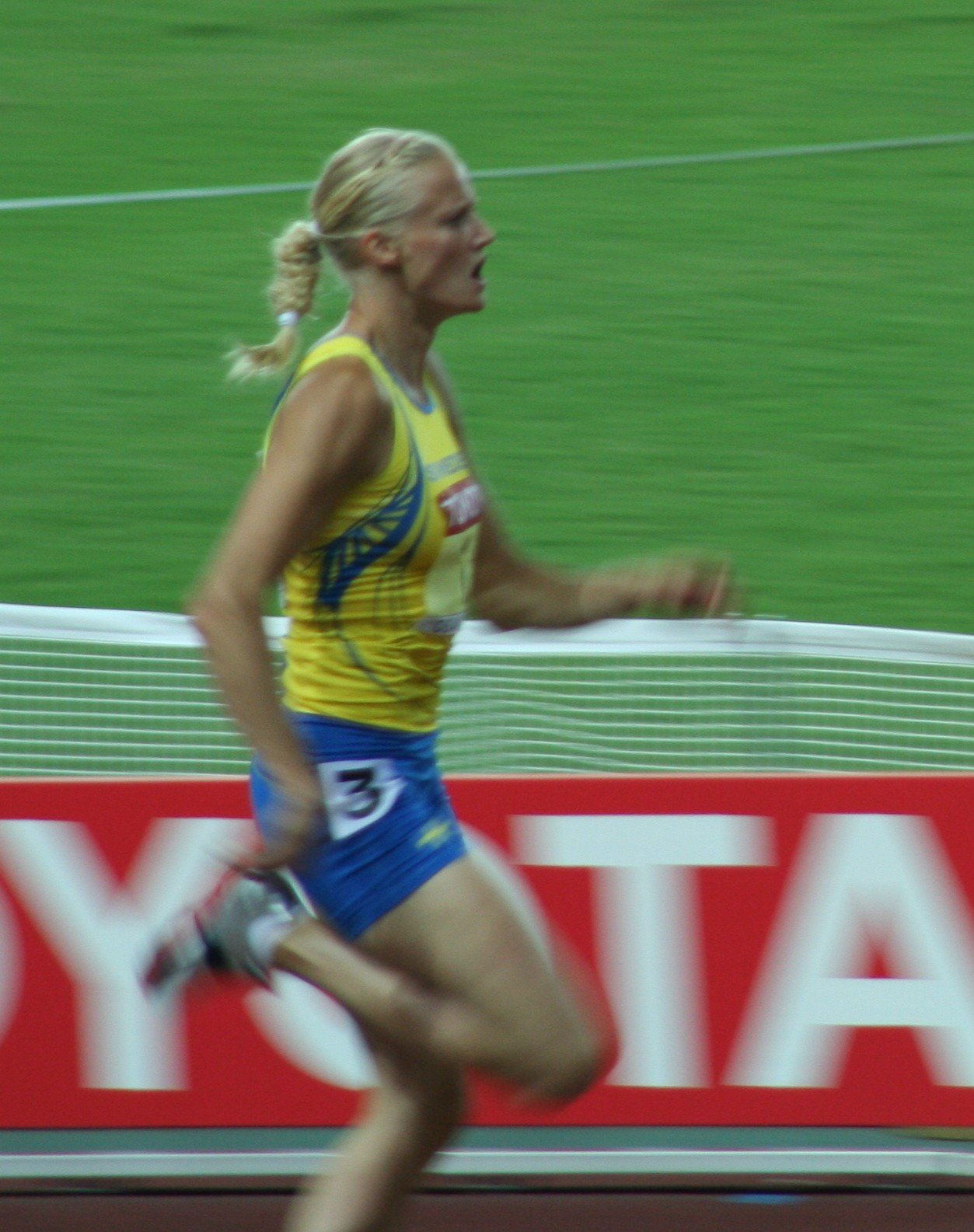
Klüft på friidrotts-VM 2007 i Osaka.

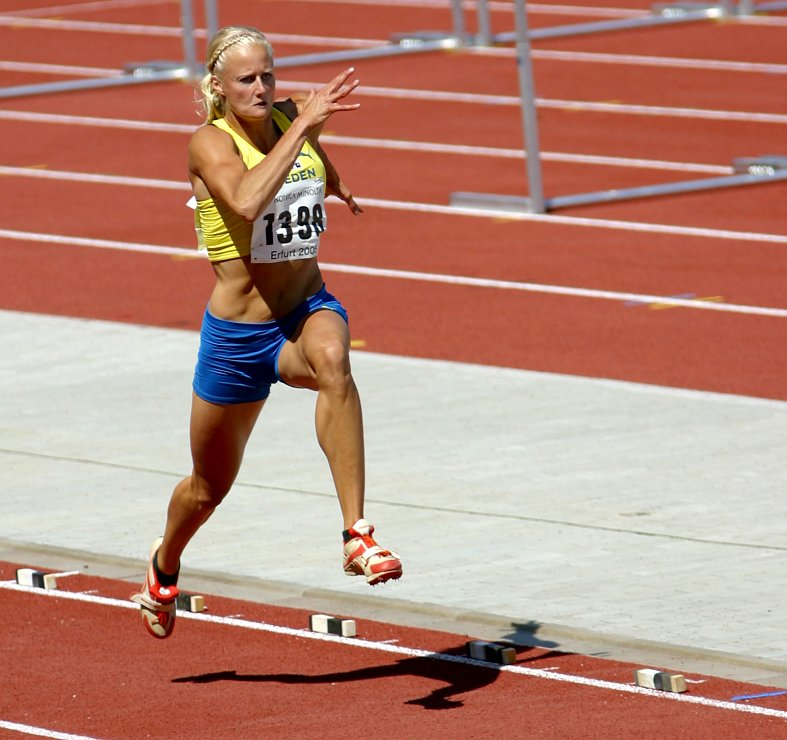
Klüft i längdhoppstävlingen i juniormästerskapen i EM 2005, Erfurt, Tyskland.

Carolina Evelyn Klüft, född 2 februari 1983 i Sandhults församling i Älvsborgs län, är en svensk före detta friidrottare. Under sin friidrottskarriär nådde hon sina största framgångar i sjukamp. Klüft innehar Europarekordet på 7 032 poäng i sjukamp samt juniorvärldsrekordet i sjukamp. Vid 22 års ålder blev hon den yngsta friidrottaren hittills som erövrat samtliga fem internationella guldmedaljer: olympisk, världsmästerskap (inom- och utomhus) samt regional (Europamästerskap, inom- och utomhus). 
I mars 2008 tillkännagav hon sitt beslut att inte längre tävla i mångkamp utan att i stället satsa på längdhopp och tresteg. Hennes främsta insats som längdhoppare blev en 5:e plats i VM 2011. Klüft avslutade sin idrottskarriär i augusti 2012.
Efter sin friidrottskarriär har Klüft arbetat som programledare. Från och med 2019 är hon verksamhetschef för Generation Pep.
I juni 2021 utnämndes Klüft till medicine hedersdoktor vid Sahlgrenska akademin vid Göteborgs universitet för sitt arbete att inspirera till en aktiv livsstil och sitt arbete i organisationen Generation Pep.

## Biografi
Klüft växte upp i Furuby och Växjö tillsammans med tre systrar. Pappan Johnny Klüft var allsvensk fotbollsspelare i Östers IF och GIF Sundsvall och mamma Inga-Lill Ahlm var längdhoppare i landslaget, där hon hoppade 6,09 som längst. Klüft tävlade för IFK Växjö och hade Agne Bergvall som tränare. Klüft studerade några år freds- och utvecklingsstudier vid Växjö universitet. Som idrottare hade hon under början av sin karriär en gulsvart gris som maskot, men den försvann med en förlorad väska på Arlanda. När hon var yngre hade hon alltid med sig en liten I-or-figur när hon tävlade. I samband med att hon tilldelades Jerringpriset 2002 mottog hon även en mycket stor I-or-figur. 
2016 utgav Klüft boken Livet är en sjukamp: min väg till prestation, balans och mening.

### Familj
Klüft var från 2007 till 2025 gift med stavhopparen Patrik Klüft, tidigare Kristiansson. De har tre barn tillsammans födda 2014, 2017 och 2019.

## Karriär

### Sjukamp
Carolina Klüft är innehavare av svenska rekordet, tillika europarekordet, i sjukamp på 7 032 poäng, noterat den 26 augusti 2007 vid friidrotts-VM i Osaka. Klüft innehar även juniorvärldsrekordet i sjukamp (fortfarande 2016). Första gången hon slog rekordet var på JVM i Kingston 2002, hon lyckades sedan putsa rekordet ytterligare under Europamästerskapen i München 2002 till 6542 poäng. Klüft blev den tredje kvinnan i världen att uppnå mer än 7 000 poäng när hon vann VM i Paris 2003 på 7 001 poäng och hon är resultatmässigt näst bäst genom tiderna i världen efter Jackie Joyner-Kersee. Upp till Kersees 7 291 poäng från OS i Seoul 1988 är det dock långt; tangerat personligt rekord för Klüft i alla sju grenar skulle inte räcka, utan ge en poängsumma på 7 241 poäng (hur man beräknar poängen beskrivs i artikeln sjukamp). Hennes poängbästa i femkamp, 4 948 poäng från 2005, är den fjärde bästa noteringen i grenens historia (världsrekordet är 5013 poäng). Klüft är sedan 16 september 2002 rankad som världens bästa sjukampare av internationella friidrottsförbundet (vilket är längre än någon annan aktiv friidrottare). Hon har inte förlorat någon fem- eller sjukamp sedan sin bronsplats vid inomhus-EM i Wien 2002, då hon fortfarande var junior. Vid 22 års ålder blev hon den yngsta friidrottaren någonsin att ha erövrat samtliga fem internationella guldmedaljer: olympisk, världsmästerskap (inom- och utomhus) samt regional (europamästerskap, inom- och utomhus).
2003 deltog hon vid Inomhus-VM i Birmingham och vann guldmedalj med 4 933 poäng.
Vid OS i Athen 2004 tog hon hem guldmedaljen i sjukamp. Hon vann 2006 guld vid EM i Göteborg.
I mars 2008 tillkännagav hon sitt beslut att inte längre tävla i sjukamp utan att istället satsa på längdhopp och tresteg. Orsaken till beslutet var att hon inte längre hade tillräcklig motivation för att fortsätta. "– Jag har hållit på med mångkamp i flera år. Jag är sugen på något nytt". Beslutet möttes med stor förvåning och även ifrågasättande då Klüft därmed gick miste om chansen att bli dubbel OS-guldmedaljör då OS i Peking skulle inledas fem månader senare. Aftonbladets krönikör Mats Wennerholm uttryckte sig i följande termer: "Det är unikt att någon skänker bort ett så gott som givet OS-guld, för att vandra ut på helt okänd mark.". Klüft menade att det är viktigare att ha roligt än att vinna ett OS-guld.

### Längdhopp och tresteg
Klüft är även svensk rekordhållare i tresteg med ett hopp på 14,29 meter, +0,7 i medvind, satt på hemmaarenan Värendsvallen i Växjö den 8 juni 2008.
Vid U23-EM i Bydgoszcz, Polen år 2003 tävlade Klüft i längdhopp och tog då guld med 6,86 m.
Carolina Klüft ställde upp i längdhopp vid Inomhus-VM 2004 i Budapest där hon först enkelt tog sig till final med ett säsongsbästa på 6,73 och därefter, den 5 mars kom trea i finalen med ett hopp på 6,92. Resultatet innebar nytt svenskt inomhusrekord i det att hon slog Erica Johanssons 6,89. Vid OS i Athen år 2004 provade hon åter på längdhopp och tog sig till final där hon kom elva på 6,63. I juli 2005 tävlade Klüft i längdhopp vid U23-EM i Erfurt, Tyskland och vann då guldmedaljen med 6,79 m.
Hon deltog även vid EM 2006 i Göteborg där hon gick till final och kom på en sjätteplats med 6,54. Carolina Klüft var anmäld till längdhoppstävlingen vid VM 2007 i Osaka, men startade inte.  Klüft avstod sjukamp i Olympiska sommarspelen 2008 i Peking men deltog i tresteg och längdhopp. I trestegstävlingen misslyckades hon med att kvala in till finalen med en 20:e plats på resultatet 13,97. Hon kvalade dock in till finalen i längdhoppstävlingen med ett hopp på 6,70, men med 6,49 i finalen blev det en 9:e plats. I SVT-dokumentären om Klüft som sändes i februari 2013 framgår det av Klüft att hon troligen tävlade med en stressfraktur redan under OS i Peking. I detta sammanhang ifrågasattes Klüfts byte av gren från sjukamp till tresteg och längdhopp av andra, icke namngivna, svenska OS-deltagare enligt kvällspressen.
23 april 2009 meddelade Klüft att hon gav upp trestegssatsningen. Orsaken var den stressfraktur som hon ådrog sig i oktober 2008. Klüft missade VM 2009 på grund av en lårskada. Hennes första mästerskap sedan sommar-OS 2008 blev Europamästerskapen i friidrott 2010 i Barcelona, där hon kom på 11:e plats i längdhoppsfinalen efter ett hopp på 6,33 m.
Hon blev fyra i längdhoppet under VM 2011 med 6,56.
Finnkampen 2012 blev Klüfts sista tävling som elitidrottare.

### Kortdistanslöpning
Parallellt med sjukampen och senare tresteg och längdhopp tävlade Klüft på 100 och 200 meter, framför allt på SM och i landskamper.
Under VM i Paris 2003 tävlade hon förutom i sjukamp även i stafett 4 x 100 meter ihop med Susanna och Jenny Kallur samt Jenny Ljunggren. Efter en bra start på försöksloppet växlade dock laget över vid sista växlingen och blev diskvalificerade.
År 2005 bildade hon tillsammans med Emma Rienas, Jenny Kallur och Susanna Kallur ett starkt svenskt stafettlag på 4 x 100 meter. Vid Göteborgs/Folksam Grand Prix den 14 juni sprang de på 43,95 vilket betydde att de klarade VM-kvalgränsen 44,00. Den 26 juli förbättrade de sig ytterligare, nu till nytt svenskt rekord, 43,67, vilket gjorde att de fick klartecken för att delta vid VM. Vid VM i Helsingfors sprang de sedan försök den 12 augusti men slogs ut trots att de tangerade sitt nysatta svenska rekord, 43,67. Vid Finnkampen förbättrade stafettlaget den 27 augusti sitt svenska rekord ytterligare till 43,61.

### TV-medverkan
Under Vinter-OS 2014 gick Klüft in i en ny roll som TV-programledare för sportsändningarna hos Viasat. Hon ledde även kanalens sändningar från Ungdoms-OS i Kina 2015 och Sommar-OS i Rio 2016. Hösten 2017 är hon tillsammans med Micke Leijnegard programledare för SVT-programmet Duellen.
Under sommaren 2018 var hon expertkommentator i några av SVT:s Diamond League-sändningar. Även vid Europamästerskapen i friidrott 2018 arbetade hon som expertkommentator i SVT:s sändningar. Samma år medverkade hon i Julkalendern Storm på Lugna gatan, i rollen som sig själv.
År 2019 var hon programledare för dokusåpan Wild Kids.

### Övrigt
Klüft är verksamhetschef i Generation Pep sedan 2019.

## Statistik och rekord

### Finnkampen
Carolina Klüft har vid flera tillfällen och i flera olika grenar representerat Sverige i Finnkampen med följande resultat. (Källan saknar resultat före 2003.)
- Helsingfors 2003
  - Tredjeplats på 100 meter, tid: 11,53
  - Andraplats på 200 meter, tid: 23,32
  - Andraplats på 100 meter häck, tid: 13,37
  - Seger i längdhopp, längd: 6,42
  - Seger på 4×100 meter, tid: 43,75 (svenskt rekord)
- Göteborg 2004
  - Fjärdeplats på 100 meter, tid: 11,66
  - Andraplats på 200 meter, tid: 23,30
  - Fjärdeplats på 100 meter häck, tid: 13,36
  - Seger i höjdhopp, höjd: 1,84
  - Seger i längdhopp, längd: 6,54
  - Andraplats i tresteg, längd: 13,87
  - Seger på 4×100 meter, tid: 44,15
- Göteborg 2005
  - Tredjeplats på 100 meter, tid: 11,55
  - Andraplats på 200 meter, tid: 23,33
  - Bröt 100 meter häck efter fall
  - Seger i längdhopp, längd: 6,92
  - Seger på 4×100 meter, tid: 43,61 (svenskt rekord)
- Göteborg 2007
  - Seger i längdhopp, längd: 6,76
  - Seger i tresteg, längd: 14,17
  - Andraplats på 100 meter häck, tid: 13,39
- Helsingfors 2008
  - Seger i längdhopp, längd: 6,44
  - Seger i tresteg, längd: 13,83
  - Seger på 4×100 meter, tid: 45,15
- Finnkampen 2012
  - Seger på 4x400 meter, tid: 3:36.29

### Klüfts rekordserie 2007 – sjukamp
| Gren           | Resultat        | Poäng |
| -------------- | --------------- | ----- |
| 100 meter häck | 13,15 sekunder  | 1 102 |
| Höjdhopp       | 1,95 meter      | 1 171 |
| Kula           | 14,81 meter     | 848   |
| 200 meter      | 23,38 sekunder  | 1 041 |
| Längdhopp      | 6,85 meter      | 1 122 |
| Spjut          | 47,98 meter     | 821   |
| 800 meter      | 2.12,56 minuter | 927   |
| Totalt         | Totalt          | 7 032 |

### Klüfts rekordserie 2005 – femkamp
| Gren          | Resultat | Poäng |
| ------------- | -------- | ----- |
| 60 meter häck | 8,19     | 1 086 |
| Höjdhopp      | 1,93     | 1 145 |
| Kula          | 13,29    | 747   |
| Längdhopp     | 6,65     | 1 056 |
| 800 meter     | 2.13,47  | 914   |
| Totalt        | Totalt   | 4 948 |

### Personliga rekord
| Ute - 100 meter – 11,48 sekunder (Karlstad 6 augusti 2004) - 200 meter – 22,98 sekunder (Paris, Frankrike 23 augusti 2003) - 400 meter – 53,17 sekunder (Gävle 17 augusti 2002) - 800 meter – 2:08,89 sekunder (Helsingfors, Finland 7 augusti 2005) - 100 meter häck – 13,15 sekunder (Götzis, Österrike 28 maj 2005) - 100 meter häck – 13,15 sekunder (Osaka, Japan 25 augusti 2007) - 400 meter häck – 1:01,14 sekunder (Stockholm 25 augusti 2012) - Höjdhopp – 1,95 meter (Osaka, Japan 25 augusti 2007) - Längdhopp – 6,97 meter (Tallinn, Estland 4 juli 2004) - Tresteg – 14,29 meter (Växjö 8 juni 2008), svenskt rekord - Kula – 15,05 meter (Götzis, Österrike 27 maj 2006) - Diskus – 39,92 meter (Chula Vista, Kalifornien USA 5 maj 2011) - Spjutkastning – 50,96 meter (Götzis, Österrike 28 maj 2006) - Sjukamp – 7 032 poäng (Osaka, Japan 26 augusti 2007), europeiskt rekord | Inne - 60 meter – 7,40 sekunder (Malmö 12 februari 2005) - 200 meter – 24,12 sekunder (Sätra 2 mars 2003) - 400 meter – 52,98 sekunder (Birmingham, Storbritannien 16 februari 2008) - 800 meter – 2:13.04 sekunder (Birmingham, Storbritannien 2 mars 2007) - 60 meter häck – 8,19 sekunder (Birmingham, Storbritannien 14 mars 2003) - 60 meter häck – 8,19 sekunder (Madrid, Spanien 4 mars 2005) - Höjdhopp – 1,93 meter (Madrid, Spanien 4 mars 2005) - Längdhopp – 6,92 meter (Budapest, Ungern 7 mars 2004), svenskt rekord - Kula – 14,48 meter (Birmingham, Storbritannien 14 mars 2003) - Femkamp – 4 948 poäng (Madrid, Spanien 4 mars 2005), svenskt rekord |

### Medförfattare
- Grönborg, Lars; Kaiser Veronica B. (2009). Modiga människor: om konsten att lyckas med livet : en intervjubok : [Carolina Klüft ...]. Västerås: Faun. Libris 11279174. ISBN 9789186033026
- Östberg, Klas; Östberg Tobias (2014). Barnidrott - ingen lek. Västerås: Idrottsförlaget. Libris 16911658. ISBN 9789198148985

## Utmärkelser
- 2000 – Årets stjärnskott
- 2002 – Jerringpriset
- 2003 – Stor grabb nummer 468 i friidrott [78][79]
- 2003 – Europas främsta friidrottare
- 2003 – Svenska Dagbladets guldmedalj
- 2003 – Victoriastipendiat[80]
- 2005 – H.M. Konungens medalj i 8:e storleken med högblått band[81]
- 2005 – Hannapriset
- 2006 – Europas främsta friidrottare
- 2008 – Årets idrottsprestation
- 2021 – Medicine hedersdoktor vid Sahlgrenska akademin[41]